# Afterlife (película de 1998)
Afterlife o Wonderful Life (ワンダフルライフ Wandafuru Raifu) es una película japonesa de 1998 escrita, dirigida y editada por Hirokazu Koreeda. Se estrenó el 11 de septiembre de 1998 y fue distribuida en más de 30 países. La cinta combina elementos de ficción y documental al intercalar entrevistas reales, improvisaciones de los actores o lecturas de los guiones. La trama gira alrededor de 22 almas que llegan a un edificio en el cual los visitantes deberán elegir mantener un solo recuerdo por toda la eternidad. 

## Argumento
Cada lunes, un grupo de fallecidos llega a un edificio en una especie de limbo en el cual los trabajadores del lugar les piden registrarse con su nombre. Allí, se les pide recordar y elegir un solo recuerdo para llevarse consigo al más allá. En un plazo de tres días se les pide identificar su recuerdo más alegre para que sea reproducido por los trabajadores en un set. Así los fallecidos podrán revivir este momento por toda la eternidad, olvidando el resto de su vida, permaneciendo solamente en este recuerdo. 
Veintidós fallecidos de diversas edades y contextos son recibidos por los consejeros, los cuales les explican su situación de fallecidos. En otra habitación, uno a uno son interrogados para averiguar su recuerdo, mostrando así sus diferentes perspectivas sobre sus vidas. El recuerdo más querido de una anciana amable es de los árboles de cerezo. Un aviador recuerda su momento más feliz al volar sobre las nubes. El recuerdo de una adolescente se remonta a una atracción acuática en Dysneyland. Dado que es la treintava fallecida que selecciona un recuerdo asociado al parque (al igual que otras adolescentes en su mayoría), le aconsejan que elija algo más original, por lo que se resuelve a elegir un recuerdo de su infancia en el que se acurrucaba sobre su madre y sentía su fragancia y calor corporal. Una mujer de 78 años comenta sobre el vestido que compró para un recital en su infancia y sobre su hermano, quien cuidó de ella hasta sus momentos finales. Una prostituta recuerda a un cliente que fue amable; un suicida recuerda lo que lo hizo alejarse del abismo; un anciano recuerda la brisa que sintió cuando montaba un trolebús hacia su escuela. Un anciano insiste en hablar de sexo y prostitutas, pero al final decide el recuerdo de su hija entregándole su ramo de flores el día de su boda. Un joven de 21 años se rehúsa a elegir algún recuerdo alegando que es capaz de no decidir ninguno. 
La historia se centra en los dos consejeros más jóvenes, Takashi y Shiori. Takshi ha sido asignado a ayudar a Ichiro Watanabe, un anciano de 70 años que recuerda su simple, tradicional y aburrida vida de un casamiento arreglado. Para aflojar sus recuerdos, Takashi le entrega cintas de video de cada uno de sus años de vida. Resulta que la esposa de Watanabe era la prometida de Takashi, y que este tiene la misma edad de Watanabe. Takashi le confiesa a Watanabe que murió a sus veinte en las Filipinas durante la Segunda Guerra Mundial, y pide que Watanabe sea asignado a otro consejero pero su petición es rechazada.
Estando próximos a acabar la semana, pasado del día límite, Watanabe decide su recuerdo: un día en un parque sentado junto a su esposa. Se disculpa por haberse pasado de la fecha límite, pero Takashi le revela que los trabajadores del edificio encargados del rodaje en el set tampoco decidieron un recuerdo o no fueron capaces. Los trabajadores recrean los recuerdos en un set con elementos de escenografía de bajo presupuesto, usan algodón para recrear las nubes, o replican el ruido de la calle con una grabadora, incluso los trabajadores pasan y empujan la carrocería del trolebús del set para replicar su movimiento. El día sábado, todos los fallecidos tras ver su film proyectado en una sala de cine se desvanecen, a excepción del joven de 21 años. 
Mientras Takashi recoge las cintas de Watanabe, encuentra una nota en la que este último reconoce que sabía que su esposa era la prometida de Takashi, puesto que visitaba su tumba todos los años. Watanabe le agradece en la carta por su amabilidad al no mencionarle que Takashi era el prometido de su esposa y por mostrarle las cintas, dado que gracias a esta experiencia pudo estar en paz con su vida, lo que le llevó a elegir el recuerdo con su esposa en el parque. 
Posteriormente, Shiori y Takashi conversan sobre sus vidas y lo ocurrido con la carta de Watanabe. Entonces, Shiori busca el film de la prometida de Takashi y descubre que su recuerdo era uno en el que se encontraba en compañía de él. Cuando Shiori le muestra esto a Takashi, él se da cuenta de que su prometida decidió conservar un recuerdo del cual él era el motivo de la felicidad de su prometida. En consecuencia, Takashi elige este nuevo recuerdo para poder pasar a la eternidad. Tras grabarse y proyectar su film (que consiste en él sentado en un banco dándose cuenta del recuerdo de su prometida), Takashi se desvanece. 
Al día siguiente, el resto de trabajadores se prepara para recibir un nuevo grupo de fallecidos, comentando lo difícil que será integrar al joven de 21 años al equipo. La película culmina mostrando la sala de interrogatorio, en la que se encuentra Shiori practicando preguntas para una entrevista, puesto que ocupará el puesto que dejó Takashi. 

## Reparto
- Arata Iura como Takashi Mochizuki
- Erika Oda como Shiori Satonaka
- Susumu Terajima como Satoru Kawashima
- Taketoshi Naito como Ichiro Watanabe
- Takashi Naito como Takuro Sugie
- Hisako Hara como Kiyo Nishimura
- Kei Tani como Kennosuke Nakamura
- Kisuke Shoda como Toru Yuri
- Kazuko Shirakawa como Nobuko Amano
- Yūsuke Iseya como Yusuke Iseya
- Sayaka Yoshino como Kana Yoshino
- Kotaro Shiga como Kenji Yamamoto
- Kyōko Kagawa como Kyoko Watanabe (esposa de Watanabe y prometida de Takashi)
- Natsuo Ishido como Kyoko Watanabe (de joven)
- Sadao Abe como Ichiro Watanabe (de joven)

- Datos: Q1139458